# Othon II de Brunswick-Lunebourg
Pour les articles homonymes, voir Othon II.
Othon II, né vers 1266 et mort le 10 avril 1330), dit « le Sévère » (en allemand : Otto der Strenge), est un prince de la dynastie des Welf, fils du duc Jean de Brunswick-Lunebourg. Il fut duc de Brunswick-Lunebourg et prince de Lunebourg de 1277 jusqu'à sa mort.

## Biographie
Othon II est le fils de Jean Ier (mort en 1277), duc de Brunswick-Lunebourg depuis 1252, et de son épouse Luitgarde (morte en 1289), fille du comte Gérard Ier de Holstein-Itzehoe. Lors de la scission du duché de Brunswick-Lunebourg en 1269, son père reçoit la partie nord autour de Lunebourg et devient le premier « prince de Lunebourg », tout en conservant le titre de duc.
Encore mineur à la mort de son père, la suprématie sur la principauté de Lunebourg est donc confié à son oncle le duc Albert « le Grand », prince de Brunswick-Wolfenbüttel, puis, après sa mort en 1279, à son autre oncle Conrad de Brunswick, évêque de Verden. Othon prend les rênes du pouvoir en 1282. Il augmente ses territoires avec gage des terres féodales, provoquant des luttes territoriales. Il restreint les privilèges des seigneurs et défend l'ordre social. Les colonies villageoises d'Haroburg, Dahlenburg (1289) et Celle (1292) obtiennent les droits de ville.
Othon II achète le comté de Wölpe pour 6 500 marks d'argent, en 1302. Après l'élection controversée du roi des Romains en 1314, Othon le Sévère se range du côté de son beau-frère Louis de Bavière, ce dont il est remercié en voyant ses terres élevées en fief impérial, en 1315. 
Le 28 novembre 1315, il décrète une nouvelle loi de succession qui transmet après sa mort sa principauté à ses deux fils, Othon III et Guillaume II. Il meurt le 10 avril 1330 et il est enterré à l'abbaye Saint-Michel de Lunebourg qu'il avait fait construire.

## Union et postérité
Othon II épouse en 1288 Mathilde (morte en 1319), fille du duc Louis II de Bavière et de Mathilde de Habsbourg. Ils ont cinq enfants :
- Jean (mort en 1324), vicaire apostolique de l'archidiocèse de Brême ;
- Othon III (vers 1296 – 1352), prince de Lunebourg ;
- Louis (mort en 1346), évêque de Minden ;
- Guillaume II (vers 1300 – 1369), prince de Lunebourg ;
- Mathilde (morte en 1316), épouse le seigneur Nicolas II de Werle.